# Henry Wilson (Politiker, 1778)
Henry Wilson (* 1778 in Dauphin, Dauphin County,  Pennsylvania; † 14. August 1826 in Allentown, Pennsylvania) war ein US-amerikanischer Politiker. Zwischen 1823 und 1826 vertrat er den Bundesstaat Pennsylvania im US-Repräsentantenhaus.

## Werdegang
Henry Wilson besuchte zunächst vorbereitende Schulen. Nach einem anschließenden Jurastudium in Harrisburg und seiner 1812 erfolgten Zulassung als Rechtsanwalt begann er in Allentown in diesem Beruf zu praktizieren. Zwischen 1815 und 1821 arbeitete er für die Gerichtsverwaltung im dortigen Lehigh County. Politisch war er Mitglied der Demokratisch-Republikanischen Partei. In den 1820er Jahren schloss er sich der Bewegung um den späteren Präsidenten Andrew Jackson an.
Bei den Kongresswahlen des Jahres 1822 wurde Wilson im siebten Wahlbezirk von Pennsylvania in das US-Repräsentantenhaus in Washington, D.C. gewählt, wo er am 4. März 1823 das zweite Mandat dieses Distrikts neben Daniel Udree übernahm. Nach einer Wiederwahl konnte er bis zu seinem Tod am 14. August 1826 im Kongress verbleiben. Danach fiel sein Sitz an Jacob Krebs.